# Велю мате
Велю мате (латис. Veļu māte) — в латиській міфології повелителька світу мертвих. 
Вели (латис. Veļu ) — це мертві душі людей, які продовжують жити після смерті. Після смерті душу людини зустрічає Велю мате, яка проводжає душу в країну Велей. Цей світ паралельний світу людей — життя Велей нічим особливим не відрізняється від життя людей, принаймні роботи у них майже однакові. У тому світі продовжують те, що почали за життя. 

## Історія
Згідно з міфом, після смерті людини її душа переходить у світ, паралельний людському.